# Эйрд, Холли
Имо́джен Хо́лли Эйрд (англ. Imogen Holly Aird; 18 мая 1969, Олдершот, Хэмпшир, Англия, Великобритания) — актриса и певица.

## Биография
Имоджен Холли Эйрд родилась 18 мая 1969 года в Олдершоте (графство Хэмпшир, Англия, Великобритания), позже обосновалась в Западном Лондоне. В детстве Холли училась в танцевальной школе. В 1980—2011 годах сыграла в 43 фильмах и телесериалах, включая роль Джули в фильме «Теория полета» (1998). В 2008 году была номинирована на премию «Золотая нимфа».
В 1996—2002 года Холли была замужем за актёром Джеймсом Пьюрфоем (род.1964). В этом браке она родила сына Джозефа Джока Пьюрфоя (январь 1997).
С сентября 2004 года Холли замужем за актёром Тоби Мерриттом. В этом браке Эйрд родила дочь Нелли Роуз Мерритт (декабрь 2004).

## Избранная фильмография
| Год       |   | Русское название             | Оригинальное название     | Роль                 |
| --------- | - | ---------------------------- | ------------------------- | -------------------- |
| 1991—1997 | с | Солдат, солдат               | Soldier Soldier           | Нэнси Торп           |
| 1998      | ф | Теория полета                | The Theory of Flight      | Джули                |
| 2000—2004 | с | Воскрешая мёртвых            | Waking the Dead           | доктор Фрэнки Уортон |
| 2002      | ф | Одержимость                  | Possession                | Эллен Эш             |
| 2006      | ф | Сцены сексуального характера | Scenes of a Sexual Nature | Молли                |
| 2011      | с | Убийства в Мидсомере         | Midsomer Murders          | Клэр Пауэлл          |